# Sebastien Gardoni
Sebastien Gardoni (* 28. Mai 1972) ist ein ehemaliger französischer Bogenbiathlet.
Sebastien Gardoni hatte seinen internationalen Durchbruch bei den Bogenbiathlon-Europameisterschaften 2000 in Pokljuka. Im Einzel gewann er hinter Fabrizio Salvadori und vor Andrej Zupan, im darauf basierenden Verfolgungsrennen hinter Andrej Zupan und vor Alberto Peracino die Silbermedaillen. Ebenfalls erfolgreich verliefen die ebenfalls in Pokljuka ausgetragenen Europameisterschaften 2001. Gardoni gewann als Schlussläufer an der Seite von Julien Storti, Emmanuel Jeannerod und Patrice Chapuis im Staffelrennen vor Russland und Italien den Titel. Auch bei den Bogenbiathlon-Weltmeisterschaften 2001 konnte Gardoni in Kubalonka mit Storti, Hugo Loewert und Jeannerod erneut als Schlussläufer eingesetzt hinter Russland und Italien Staffel-Bronze gewinnen. Im Massenstartrennen wurde er Zehnter. Diesen Erfolg wiederholte er bei den Bogenbiathlon-Weltmeisterschaften 2002 in Pokljuka, wo er Staffelbronze mit Guilhem Motte, Sebastien Gachet und Hugo Loewert wiederum in der Position des Schlussläufers erreichen konnte. Im Massenstartrennen wurde er Sechster. Weniger Erfolg hatte Gardoni bei den Bogenbiathlon-Weltmeisterschaften 2004 in Pokljuka. Im Sprint wurde der Franzose Elfter, im Verfolgungsrennen Neunter sowie im Massenstart Sechster. Mit Gachet, Motte und Loewert verpasste er auf Rang fünf mit der Staffel eine Medaille.